# 吉岡恵理子
吉岡 恵理子（よしおか えりこ）は、日本の元アイドル。アイドルグループであったチェキッ娘の幻のメンバー。

## プロフィール（チェキッ娘時代の活動）
1998年10月15日、バラエティ番組『DAIBAッテキ!!』（フジテレビ）のオーディションに出場し、上田愛美と同時に合格。アイドルグループ・チェキッ娘のメンバーとなる。チェキッ娘ID008（ゼロゼロエイト）。翌週から2週間ほど『DAIBAッテキ!!』にレギュラー出演したのち、突如として姿を消した。これ以降、チェキッ娘ID008は欠番となっている。